# Tata (Maroc)
Pour les articles homonymes, voir Tata.
Tata (arabe : طاطا, berbère : ⵟⴰⵟⴰ) est une ville située au sud-est du Maroc, capitale de la Province de Tata.
Elle abrite une population de 18 611 personnes et 3 723 familles d'après le recensement de la population 2014 (ar).
La ville est la plus importante de la Province de Tata, située au sud de l'Anti Atlas qui forme un siège naturel.

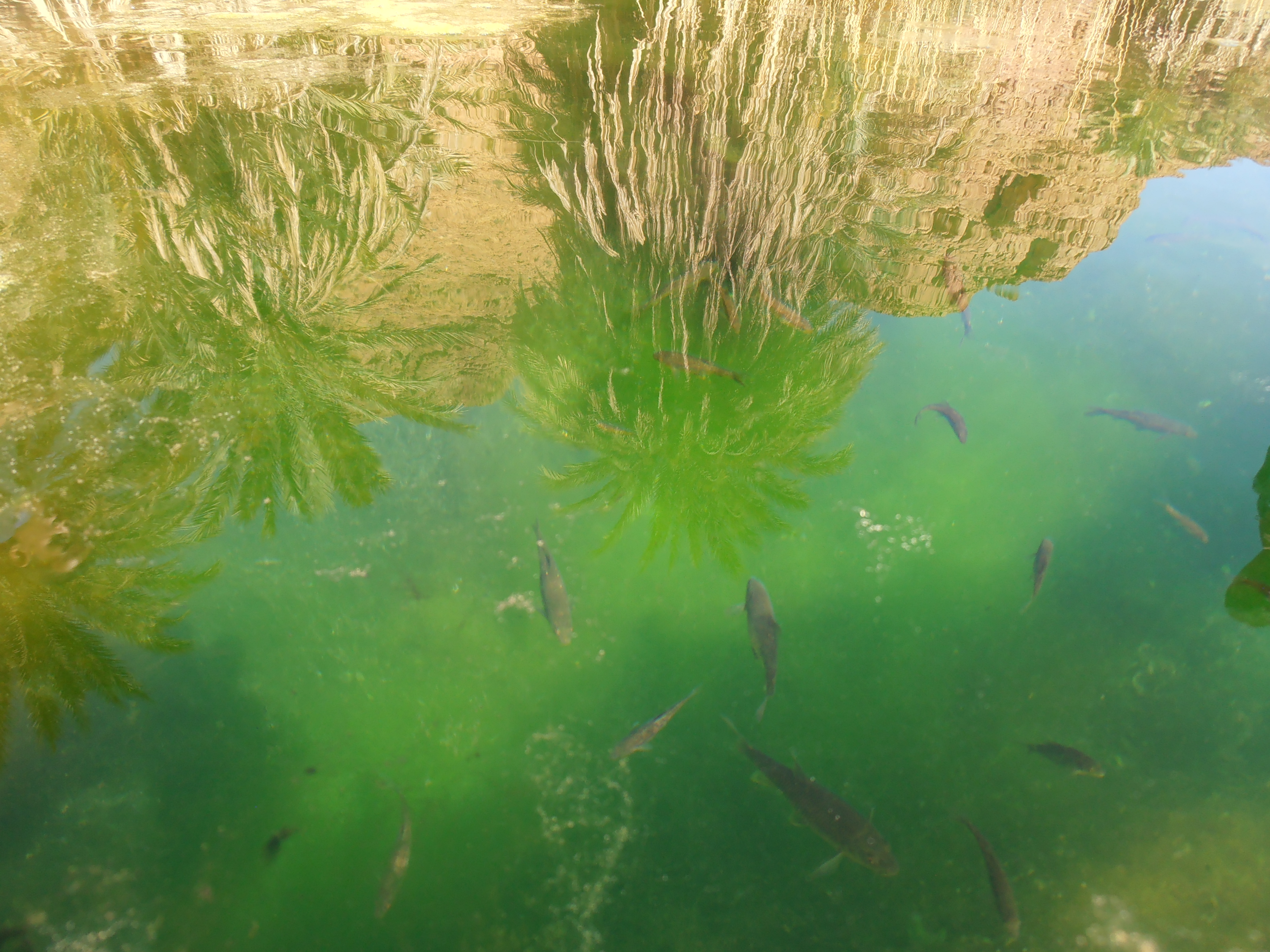

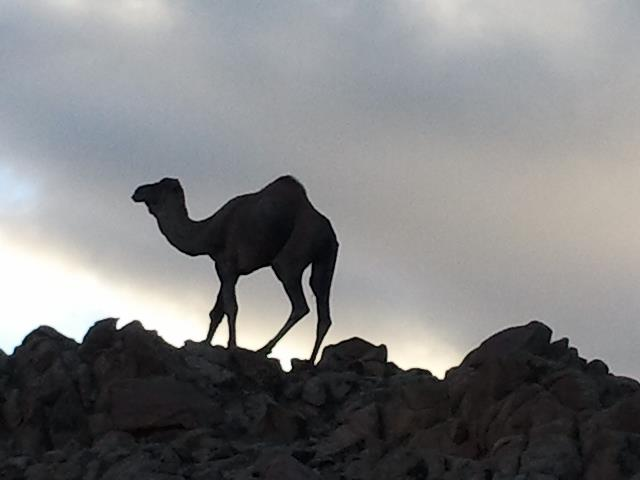

## Toponymie
Tata, appelée « la ville rose », porte le nom de l'oued (rivière) qui traverse l'oasis.

## Géographie
La ville se situe au sein d'une oasis, à 300 km au sud-est d'Agadir, capitale de la région Souss-Massa, à laquelle Tata appartient depuis la réforme territoriale de 2015. Cette très belle et très vaste oasis est alimentée par trois oueds venant des montagnes de l'Anti-Atlas, qui se réunissent en kheneg pour franchir, par une cluse, les contreforts du djebel Bani.

## Histoire
Il s'agit dune ancienne cité de garnison.

## Organisation urbaine
Tata, actuellement s'étend à l'oued Tata, et une trentaine de petits villages fortifiés aux maisons de pisé rose.

## Économie
Tata est une cité moderne et commerçante en pleine expansion.Son économie est essentiellement rurale, et l'agriculture repose sur le système oasien.
Le produit agricole le mieux valorisé est la datte.Une variété reconnue et appréciée, la datte Bouittob de Tata, bénéficie d'une IGP (indication géographique protégée). Certains agriculteurs révèlent que cette variété est présente au niveau des oasis de Tata depuis environ cinq siècles.la ville de Tata est une ville minière, où l'exploitation de L'or est faite par des sociétés rattaché au roi du Maroc, la production annuelle est estimée à 100 tonnes mais officiellement, elle est de 22 tonnes depuis 2012.

## Culture - archéologie
Ville peu touristique, Tata est surtout connue pour ses poteries, mais aussi pour les nombreux sites, troglodytes ou non, de gravures préhistoriques situés à proximité.
- Oasis de Tissint avec ses cascades ;
- Parc national d'Iriqui.

## Jumelage et partenariat
- Lich (Allemagne)

Accords de coopération
- Dalian (Chine) [2]
- Saint-Sorlin-de-Conac (France)[3]
- Agde (France)[4]

## Divers
Tata est le siège de l'ALCESDAM, ONG de droit marocain qui a pour but le sauvetage et la réhabilitation des palmeraies de la Province.